# Chamaetylas fuelleborni
Chamaetylas fuelleborni là một loài chim trong họ Muscicapidae.
Loài này được tìm thấy trong Malawi, Mozambique, Tanzania và Zambia.
Môi trường sống tự nhiên của chúng là vùng đất thấp nhiệt đới hoặc rừng cận nhiệt đới.
Tên cụ thể của loài chim này được đặt để tưởng nhớ bác sĩ người Đức Friedrich Fülleborn.